# プラスグレル
プラスグレル（Prasugrel）は第一三共が開発した抗血小板薬である。商品名エフィエント。経皮的冠動脈形成術（PCI）が適用される虚血性心疾患に用いられる。2009年2月に欧州で承認され、現在英国で入手可能である。2009年7月には米国で承認された。2014年3月24日に日本でも承認され、5月27日に発売された。開発コードCS-747。

## 適応
日本での適応は、PCI適応の急性冠症候群（不安定狭心症、非ST上昇心筋梗塞、ST上昇心筋梗塞）、安定狭心症、陳旧性心筋梗塞である。米国での適応は、PCI適応の急性冠症候群患者の血栓性心血管イベント（血栓症を含む）の減少である。
- 2.5mg, 3.75mg には虚血性脳血管障害（大血管アテローム硬化又は小血管の閉塞に伴う）後の再発抑制（脳梗塞発症リスクが高い場合に限る）が2021年12月に追加となった[4]。

プラスグレルは、不安定狭心症、非ST上昇型心筋梗塞（NSTEMI）、ST上昇型心筋梗塞（STEMI）等の急性冠症候群で、PCIを予定している患者の血栓症予防を目的として、低用量アスピリンと併用される。プラスグレルは、クロピドグレルと比較して出血リスクが高いものの、死亡、心筋梗塞の再発、脳卒中の複合エンドポイントの減少において優れた効果を示している。
出血のリスクを考慮すると、プラスグレルは75歳以上の高齢者、低体重の患者、一過性脳虚血発作や脳卒中の既往歴のある患者には使用すべきではない。 プライマリーPCI以外の冠動脈造影の前にプラスグレルを投与する事は推奨されない。

## 禁忌
米国では、消化性潰瘍等で出血のある患者、または一過性虚血性疾患の既往のある患者には、発作（脳血栓症および頭蓋内出血）のリスクが高くなるため禁忌である。日本においても出血している患者への投与は禁忌とされている。

## 副作用
治験では46.2%の患者に副作用が見られた。その主なものは、皮下出血(10.3%)、鼻出血(6.8%)、血尿(5.5%)、血管穿刺部位血腫(4.2%)、皮下血腫(3.9%)等であった。
日本の添付文書で重大な副作用とされているものは、出血、血栓性血小板減少性紫斑病（TTP）、過敏症である。また類薬で起こった副作用として、肝機能障害および血液障害（無顆粒球症、再生不良性貧血等）の注意喚起がなされている。

## 相互作用
クロピドグレルの場合とは違い、プロトンポンプ阻害薬はプラスグレルの抗血小板作用を減弱しないので、併用は比較的安全とされる。

## 作用機序
プラスグレルはチクロピジンやクロピドグレルと同じチエノピリジン系に属するADP受容体阻害薬である。これらはP2Y12に不可逆的に結合する事で血小板凝集を減弱させる。クロピドグレルと比べるとプラスグレルのADP誘導性の血小板凝集抑制はより速やかで確実であり、健常者および冠動脈疾患患者（PCI施行中の患者を含む）においてより高用量のクロピドグレルと同等の効果を示した。
クロピドグレルは2010年3月12日にFDAより黒枠警告を表示するよう指示された様に、米国に2-14%、日本で約20%存在するCYP2C19活性欠損患者では作用を発現し難いと思われるが、プラスグレルは、75歳以上、体重60kg未満、脳卒中または一過性脳虚血発作の既往歴のある患者を除き、殆どの患者に有効である。しかし、プラスグレルへの反応性が低下した例が幾つか報告されている。プラスグレルで観察された反応性の低下は、（稀な）高血小板反応性（High Platelet Reactivity, HPR）が原因である可能性が示唆されている。
1. ↑  出血のリスクが高まる。

## 薬物動態学

プラスグレル（左上）からの活性代謝物（右上）の生成経路。クロピドグレルの場合と異なり、CYP2C19によるチオフェン環の酸化を要しない。活性化の最初と最後の段階は加水分解である。左下と右下の2つの構造は互変異性体である。

プラスグレルによる血小板凝集抑制能は、光透過型血小板凝集能測定法（Light Transmittance Aggregometry：ADP 5〜20µM）で測定できる。ローディングドーズとして60mgを投与した後、90%の患者で1時間後に50%の血小板凝集抑制を示した。最大抑制は約80%であった。10mg/日での定常状態（3〜5日）における血小板凝集抑制は平均70%であった。プラスグレルの投与中止後、凝集能は5〜9日で元の値に戻った。これはプラスグレルの動態というよりは血小板の新生に因る。クロピドグレル75mgを中止してプラスグレル10mgの投与を開始すると、凝集抑制の亢進を示したが、プラスグレル単剤10mg投与の定常状態よりも強くはなかった。凝集抑制の亢進は出血リスクを増大させる。凝集抑制と臨床効果（血栓性イベント低下）の相関は未だ明らかではない。
プラスグレルはプロドラッグであり、腸内のカルボキシルエステラーゼ2および肝臓のカルボキシルエステラーゼ1で速やかに代謝されてチオラクトン型不活性体になり、更にCYP3A4およびCYP2B6、僅かにCYP2C9およびCYP2C19によって代謝されて活性代謝物（R-138727）に変換される。活性代謝物の推定半減期は7時間（範囲：2〜15時間）である。健常者、安定粥状性動脈硬化症患者、PCI施行中の患者のいずれでも同じ血中動態を示した。

## 特許
- US 5288726 claims prasugrel compound; will expire on 14 Apr 2017
- US 6693115 claims hydrochloride salt of prasugrel; will expire on 3 Jul 2021